# صنع (عين العرب)
صنع قرية سوريّة تتبع إداريّاً لمحافظة حلب منطقة عين العرب ناحية صرين، بلغ تعداد سكانها 801 نسمة حسب التعداد السكاني لعام 2004.